# 关门砬子水库
关门砬子水库是中国吉林省吉林市桦甸市境内的一座水库，位于辉发河上游，建于1973年。水库正常库容为300万立方米。